# Beta Doradus
Beta Doradus (29 Doradus) é uma estrela na direção da Dorado. Possui uma ascensão reta de 05h 33m 37.52s e uma declinação de −62° 29′ 23.5″. Sua magnitude aparente é igual a 3.76. Considerando sua distância de 1038 anos-luz em relação à Terra, sua magnitude absoluta é igual a −3.76. Pertence à classe espectral F4-G4Ia-II. É uma estrela variável cefeida.